# 後志自動車道
後志自動車道（しりべしじどうしゃどう）は、北海道虻田郡倶知安町から同小樽市へ至る、高速道路である。略称は後志道（しりべしどう）。
高速道路ナンバリングでは黒松内新道や札樽自動車道とともに「E5A」が割り振られている。
倶知安町 - 余市郡余市町間は高速自動車国道に並行する一般国道自動車専用道路の「国道5号倶知安余市道路」として整備中。

## 概要
札樽自動車道、道東自動車道、十勝オホーツク自動車道などとともに、北海道横断自動車道の一部を構成する。
後志・道央地域などの連絡の強化を図り、沿線地域の安全・安心を確保するとともに、産業・経済・観光等の発展に資する高規格幹線道路である。並行する国道5号には事故危険区間が多く、余市町 - 小樽市間は大規模地震による津波の影響を受けやすいため、その代替路として余市IC - 小樽JCT間が2018年（平成30年）に整備された。また、有珠山や樽前山などの噴火災害時の代替路確保という側面もある。さらに、国道5号の倶知安 - 余市間には国際コンテナの通行を支障する狭いトンネルが存在するため、その別線として倶知安IC - 余市IC間（倶知安余市道路）が整備中である。
開通済区間である小樽JCT - 余市IC間は東日本高速道路の管轄で、未開通区間（倶知安余市道路）は高速自動車国道に並行する一般国道自動車専用道路として、北海道開発局が主体となり事業が進められている。なお、小樽JCT - 余市IC間の開通をもって北海道の東日本高速道路管轄の高速道路は全線開通した。

## インターチェンジなど
ここでは、IC番号、キロポストに従い、小樽JCT→倶知安ICで記述する。なお、IC番号は札樽自動車道の終点小樽ICからの続き番号となっている。
- 全区間北海道後志総合振興局内に所在。
- IC番号欄の背景色が■である部分については道路が供用済みの区間を示している。また、施設名欄の背景色が■である部分は施設が供用されていない、または完成していないことを示す。未開通区間の名称は仮称。
- 略字は、JCTはジャンクション、ICはインターチェンジ、TBは本線料金所をそれぞれ示す。
- 余市IC - 倶知安IC：E5A 倶知安余市道路

| IC 番号                                         | 施設名     | 接続路線名                         | 起点 から (km) | 備考                                             | 所在地          | 所在地          |
| ----------------------------------------------- | ---------- | ---------------------------------- | -------------- | ------------------------------------------------ | --------------- | --------------- |
| E5A 札樽自動車道に接続                          |            |                                    |                |                                                  |                 |                 |
| 9                                               | 小樽JCT    | E5A 札樽自動車道                   | 0.0            | 札樽自動車道朝里IC方面から後志自動車道へは事業中 | 小樽市          | 小樽市          |
| 12                                              | 小樽塩谷IC | 道道1173号小樽塩谷インター線       | 14.3           |                                                  | 小樽市          | 小樽市          |
| 13                                              | 余市IC/TB  | 道道753号登余市停車場線            | 23.3           | 本線料金所あり                                   | 余市郡          | 余市町          |
| 14                                              | 仁木IC     |                                    | 26.6           |                                                  | 余市郡          | 仁木町          |
| -                                               | 仁木南IC   | 国道5号 道道1022号仁木赤井川線     |                | 2025年度開通予定                                 | 余市郡          | 仁木町          |
| -                                               | 共和北IC   | 道道1182号共和北インター線（仮称） |                | 2025年度開通予定                                 | 岩内郡 共和町   | 岩内郡 共和町   |
| -                                               | 共和IC     | 国道5号 国道276号                  | 50.9           | 2025年度開通予定                                 | 岩内郡 共和町   | 岩内郡 共和町   |
| -                                               | 倶知安IC   | 道道58号倶知安ニセコ線             | 62.4           | 事業中                                           | 虻田郡 倶知安町 | 虻田郡 倶知安町 |
| E5A 北海道横断自動車道 蘭越倶知安道路（事業中） |            |                                    |                |                                                  |                 |                 |

## 歴史
- 1999年（平成11年）
  - 11月：北海道横断自動車道・余市IC - 小樽JCT間の都市計画決定[8]。
  - 12月：余市IC - 小樽JCT間の整備計画決定[8]。
- 2006年（平成18年）3月：余市IC - 小樽JCT間の実施計画認可[8]。
- 2018年（平成30年）12月8日：余市IC - 小樽JCT間が供用開始[9][10]。
- 2025年（令和7年）3月23日：仁木IC - 余市IC間が供用開始[11]。

## 路線状況

### 車線・最高速度
| 区間             | 車線            | 車線   | 車線   | 最高速度 |
| 区間             | 上下線          | 上り線 | 下り線 | 最高速度 |
| ---------------- | --------------- | ------ | ------ | -------- |
| 小樽JCT - 余市IC | 2 （暫定2車線） | 1      | 1      | 70 km/h  |
| 余市IC - 仁木IC  | 2 （暫定2車線） | 1      | 1      | 80 km/h  |

※小樽塩谷ICの前後と余市IC - 仁木IC間には追越車線が設置されている。

### 道路施設

#### トンネル
- 新光トンネル (464 m)
- 天神第二トンネル (2,872 m)
- 天神第一トンネル (441 m)
- 天狗山トンネル (2,978 m)
- 小樽忍路トンネル (320 m)
- 船取山トンネル (140 m)
- 蘭島トンネル (909 m)
- 余市小樽トンネル (304 m)

#### トンネルの数
| 区間                 | 上り線 | 下り線 |
| -------------------- | ------ | ------ |
| 小樽JCT - 小樽塩谷IC | 4      | 4      |
| 小樽塩谷IC - 余市IC  | 4      | 4      |
| 合計                 | 8      | 8      |

※トンネルのある区間は暫定2車線の対面通行であるため、上下線で1本のトンネルとなっている。

### 道路管理者
- NEXCO東日本 北海道支社
  - 札幌管理事務所：全線

### 交通量
24時間交通量（台） 道路交通センサス
| 区間                 | 令和3（2021）年度 |
| -------------------- | ----------------- |
| 小樽JCT - 小樽塩谷IC | 4,721             |
| 小樽塩谷IC - 余市IC  | 4,471             |
| 余市IC - 仁木IC      | 調査当時未開通    |
| 仁木IC - 倶知安IC間  | 未開通            |

（出典：「令和3年度全国道路・街路交通情勢調査」（国土交通省ホームページ）より一部データを抜粋して作成）
- 令和2年度に実施予定だった交通量調査は新型コロナウイルス感染症の影響で延期され[12]、翌年度に実施された。

## 地理

### 通過する自治体
※括弧内は未開通区間。
- 北海道
  - 後志総合振興局管内
    - （虻田郡倶知安町 - 岩内郡共和町） - 余市郡仁木町 - 余市郡余市町 - 小樽市

### 接続する高速道路
- E5A 札樽自動車道（小樽JCTで接続）